# Lessons amazilia
De Lessons amazilia (Amazilis amazilia synoniem: Amazilia amazilia) is een vogel uit de familie Trochilidae (kolibries).

## Verspreiding en leefgebied
Deze soort komt voor in Ecuador en Peru en telt zes ondersoorten:
- A. a. alticola: zuidelijk Ecuador.
- A. a. azuay: zuidwestelijk Ecuador.
- A. a. dumerilii: westelijk Ecuador en noordwestelijk Peru.
- A. a. leucophoea: noordwestelijk Peru.
- A. a. amazilia: westelijk Peru.
- A. a. caeruleigularis: zuidwestelijk Peru.